# Метилвинилкетон
Метилвинилкето́н (3-бутен-2-он, винилметилкетон, МВК, MVK) — органическое соединение, кетон c химической формулой CH3COCH=CH2. Имеет вид бесцветной жидкости с раздражающим запахом. Токсичен и раздражает кожу. Легко полимеризуется в прозрачную эластичную массу, применяется при получении полимеров и сополимеров, используется в органическом синтезе.

## Физические свойства
Бесцветная жидкость, обладающая раздражительным запахом. Молярная масса составляет 70,09 г/моль. Кипит при 81,4 °C. Растворим в воде, спирте, ацетоне, уксусной кислоте. Образует азеотроп с водой с температурой кипения 75 °C и содержанием МВК 88 %, также может образовывать тройную азеотропную смесь с водой и ацетоном c температурой кипения 73—74 °C. Относительная плотность {\displaystyle d_{4}^{20}} = 0,8636, показатель преломления {\displaystyle n_{D}^{20}} = 1,4084.

## Химические свойства
При хранении полимеризуется, образуя бесцветную и прозрачную массу с эластичными свойствами. Может образовывать сополимеры с бутадиеном, винилацетатом, изопреном и другими соединениями.
Обладает высокой химической активностью, по двойной связи может присоединять галогеноводороды, спирты и тиолы, а также некоторые эфиры, например, малоновый. По карбонильной группе присоединяет ацетилен, фенилмагнийбромид и другие соединения.

## Применение
Используется в процессах получения полимеров для модификации их свойств, в том числе и для образования сополимеров с другими полимеризующимися веществами.

## Биологическая роль
Имеет бактерицидное и фунгицидное действие, при попадании на кожу вызывает раздражение.